# Open Parc Auvergne-Rhône-Alpes Lyon 2024 - Qualificazioni singolare
Le qualificazioni del singolare dell'Open Parc Auvergne-Rhône-Alpes Lyon 2024 sono state un torneo di tennis preliminare per accedere alla fase finale. I vincitori dell'ultimo turno sono entrati di diritto nel tabellone principale. In caso di ritiro di uno o più giocatori aventi diritto a questi sono subentrati gli alternate, coloro che vengono ammessi al tabellone principale a causa dell'assenza di un lucky loser che possa sostituire il giocatore ritirato.

## Teste di serie
1. Tarō Daniel (qualificato)
2. Constant Lestienne (primo turno)
3. Daniel Elahi Galán (qualificato)
4. Hugo Gaston (qualificato)

1. Pedro Cachín (ultimo turno, lucky loser)
2. Thiago Agustín Tirante (primo turno)
3. Harold Mayot (ultimo turno)
4. Pierre-Hugues Herbert (primo turno)

## Qualificati
1. Tarō Daniel
2. Nikolás Sánchez Izquierdo

1. Daniel Elahi Galán
2. Hugo Gaston

### Lucky loser
1. Pedro Cachín
2. Javier Barranco Cosano

1. Sebastian Fanselow

## Tabellone

### Legenda
| - Q = Qualificato - WC = Wild card - LL = Lucky loser | - ALT = Alternate - SE = Special Exempt - PR = Protected Ranking | - w/o = Walkover - r = Ritirato - d = Squalificato |

### Sezione 1
|  | Primo turno | Primo turno            | Primo turno            | Primo turno | Primo turno |  |  | Ultimo turno | Ultimo turno       | Ultimo turno       | Ultimo turno | Ultimo turno |  |
|  |             |                        |                        |             |             |  |  |              |                    |                    |              |              |  |
|  | 1           | Tarō Daniel            | Tarō Daniel            | 6           | 6           |  |  |              |                    |                    |              |              |  |
|  | WC          | Maxime Chazal          | Maxime Chazal          | 2           | 3           |  |  | 1            | Tarō Daniel        | Tarō Daniel        | 6            | 6            |  |
|  |             | Sebastian Fanselow     | Sebastian Fanselow     | 6           | 7           |  |  |              | Sebastian Fanselow | Sebastian Fanselow | 1            | 4            |  |
|  | 6           | Thiago Agustín Tirante | Thiago Agustín Tirante | 4           | 64          |  |  |              |                    |                    |              |              |  |

### Sezione 2
|  | Primo turno | Primo turno               | Primo turno | Primo turno | Primo turno |  |  | Ultimo turno | Ultimo turno              | Ultimo turno              | Ultimo turno | Ultimo turno |  |
|  |             |                           |             |             |             |  |  |              |                           |                           |              |              |  |
|  | 2           | Constant Lestienne        | 6           | 1           | 62          |  |  |              |                           |                           |              |              |  |
|  |             | Nikolás Sánchez Izquierdo | 3           | 6           | 7           |  |  |              | Nikolás Sánchez Izquierdo | Nikolás Sánchez Izquierdo | 6            | 6            |  |
|  |             | Javier Barranco Cosano    | 7           | 4           | 7           |  |  |              | Javier Barranco Cosano    | Javier Barranco Cosano    | 1            | 3            |  |
|  | 8           | Pierre-Hugues Herbert     | 65          | 6           | 5           |  |  |              |                           |                           |              |              |  |

### Sezione 3
|  | Primo turno | Primo turno         | Primo turno         | Primo turno | Primo turno |  |  | Ultimo turno | Ultimo turno       | Ultimo turno       | Ultimo turno | Ultimo turno |  |
|  |             |                     |                     |             |             |  |  |              |                    |                    |              |              |  |
|  | 3           | Daniel Elahi Galán  | Daniel Elahi Galán  | 6           | 6           |  |  |              |                    |                    |              |              |  |
|  |             | David Jordà Sanchis | David Jordà Sanchis | 2           | 3           |  |  | 3            | Daniel Elahi Galán | Daniel Elahi Galán | 6            | 7            |  |
|  |             | Tristan Lamasine    | Tristan Lamasine    | 2           | 2           |  |  | 7/WC         | Harold Mayot       | Harold Mayot       | 2            | 6            |  |
|  | 7/WC        | Harold Mayot        | Harold Mayot        | 6           | 6           |  |  |              |                    |                    |              |              |  |

### Sezione 4
|  | Primo turno | Primo turno     | Primo turno     | Primo turno | Primo turno |  |  | Ultimo turno | Ultimo turno | Ultimo turno | Ultimo turno | Ultimo turno |  |
|  |             |                 |                 |             |             |  |  |              |              |              |              |              |  |
|  | 4           | Hugo Gaston     | Hugo Gaston     | 7           | 6           |  |  |              |              |              |              |              |  |
|  |             | Guido Andreozzi | Guido Andreozzi | 65          | 4           |  |  | 4            | Hugo Gaston  | Hugo Gaston  | 6            | 6            |  |
|  |             | Renzo Olivo     | Renzo Olivo     | 2           | 1           |  |  | 5            | Pedro Cachín | Pedro Cachín | 2            | 3            |  |
|  | 5           | Pedro Cachín    | Pedro Cachín    | 6           | 6           |  |  |              |              |              |              |              |  |